# Wezmeh-grot
De Wezmeh-grot is een archeologische vindplaats in de buurt van Eslamabad-e Gharb in de Iraanse provincie Kermanshah. De vindplaats werd in 1999 ontdekt en in 2001 opgegraven door een team van Iraanse archeologen onder leiding van Kamyar Abdi. in 2019 werd de grot opnieuw opgegraven door een team onder leiding van Fereidoun Biglari.

## Laat-Pleistocene dieren
Tot dusver zijn grote aantallen fossiele dierlijke resten ontdekt, met leeftijden van 70.000 tot 11.000 jaar BP. De resten behoren tot de rode vos, gevlekte hyena, bruine beer, wolf, leeuw, luipaard, wilde kat, paardachtigen, neushoorns, wilde zwijnen, herten, oerossen, wilde geiten en schapen enz. De faunaresten werden bestudeerd door Marjan Mashkour en haar collega's van het Muséum national d'histoire naturelle in Parijs en de osteologische afdeling van het Nationaal Museum van Iran.

## Menselijke resten

### Pleistoceen
Meerdere fragmenten van menselijke botten en tanden werden op de site ontdekt. Onder deze menselijke resten is één tand door paleoantropologen zoals Erik Trinkaus in detail bestudeerd. Wezmeh 1, ook bekend als het Wezmeh-kind, werd vertegenwoordigd door een geïsoleerde, niet-doorgebroken rechter premolaar van een persoon tussen de 6 en 10 jaar oud. Het is relatief groot in vergelijking met moderne menselijke tanden uit zowel het Holoceen als het Laat-Pleistoceen. Onderzoekers analyseerden het door niet-destructieve gamma-spectrometrie, wat resulteerde in een datum van ongeveer 25.000 jaar BP (laatpaleolithicum). Latere analyse toonde echter aan dat de gammaspectrometriedatering een minimumleeftijd gaf, en de tand aanzienlijk ouder is. Morfometrische analyses laten zien dat het verschilt van het fossiele en huidige moderne menselijke patroon, en brachten het nauw in lijn met neanderthalers. Daarmee is het het eerste directe bewijs van de aanwezigheid van neanderthalers in het Iraanse Zagrosgebergte. Gezien het feit dat de grot tijdens het Late Pleistoceen een carnivoorschuilplaats was en te laag voor menselijke bewoning, is het waarschijnlijk dat het Wezmeh-kind werd gedood door roofdieren, of dat zijn overblijfselen werden meegenomen door aaseters die de grot als hol gebruikten.

### Holoceen
Een botfragment van een menselijk middenvoetsbeen is ook geanalyseerd en gedateerd in de neolithische periode, ongeveer 9.000 jaar geleden. Het DNA van dit botfragment laat zien dat het afkomstig is van een genetische groep die bij de wetenschappers nog niet bekend was. Hij behoort tot de Y-chromosoom-haplogroep G2b, meer specifiek de tak G-Y37100, en de mitochondriale haplogroep J1d6. De man had bruine ogen, een relatief donkere huid en zwart haar. Dit is opmerkelijk omdat de neolithische Iraniërs verminderde pigmentatie-geassocieerde allelen in verschillende genen droegen, en afgeleide allelen op 7 van de 12 loci, wat op een sterke selectie wijst bij de oude Euraziërs. 
Isotopenanalyse toonde aan dat het dieet van de man granen omvatte; een teken dat hij had geleerd hoe hij gewassen moest verbouwen. 
De grot werd sporadisch gebruikt door latere chalcolithische groepen in de regio, die het gebruikten als stal voor hun kuddes. 
De grot werd in 2006 als archeologische en paleontologische vindplaats opgenomen in het nationaal register van historische locaties, onder nr.17843.